# Metropolitanato de Anea

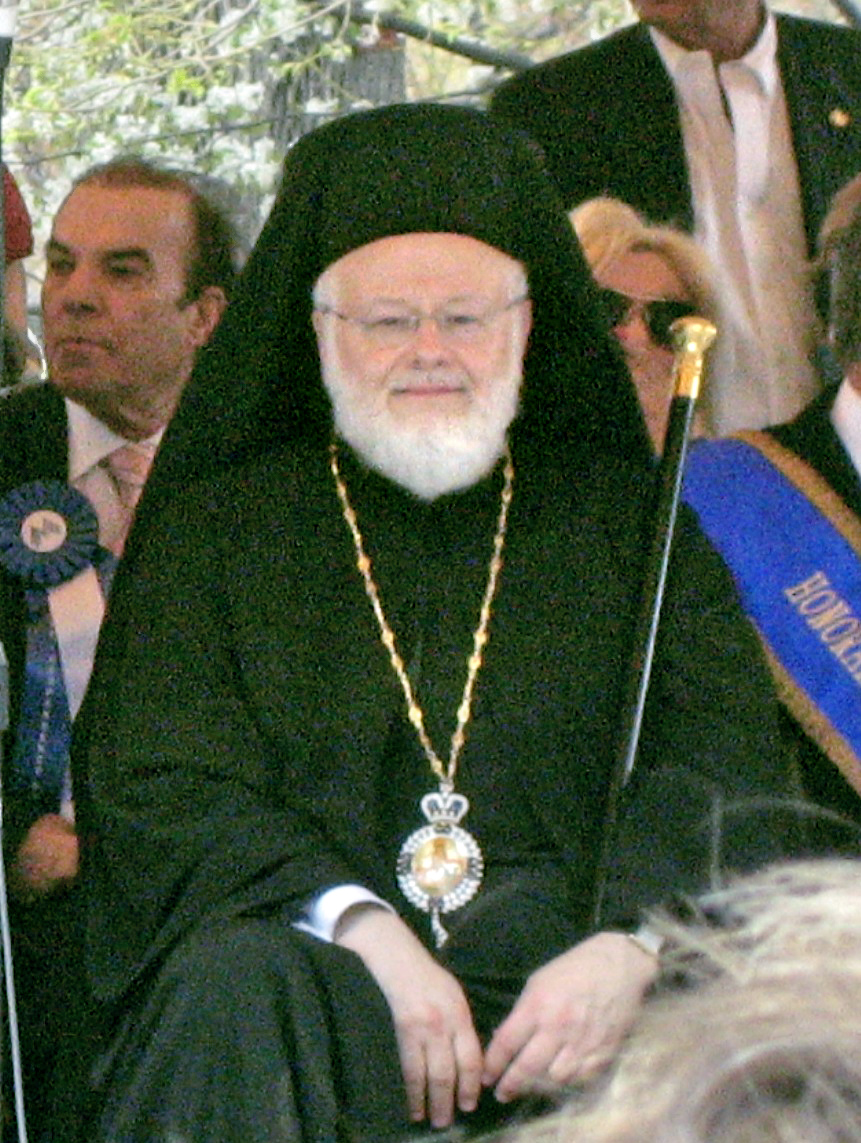
Metodio Tournas, metropolitano de Anea.

El metropolitanato de Anea (en griego: Ιερά Μητρόπολη Ανέων) es una diócesis vacante de la Iglesia ortodoxa perteneciente al patriarcado de Constantinopla, cuya sede estaba inicialmente en Anea (la actual Soğucak en el distrito de Kuşadası), pero que posteriormente pasó a Söke en Turquía. Su titular llevaba el título de metropolitano de Anea, el más honorable ('hipertimos') y exarca del Jonia (en griego: Ο Ανέων, υπέρτιμος και έξαρχος Ιωνίας). Es una antigua sede metropolitana de la provincia romana de Jonia en la diócesis civil de Asia y en el patriarcado de Constantinopla.

## Territorio
El territorio del metropolitanato está formado por dos secciones separadas que se encuentran en las provincias de Aydın y Esmirna. El área de la sección Anea limita al norte con los metropolitanatos de Heliópolis y Tira y Éfeso (sección Nueva Éfeso); al este y sur con el metropolitanato de Heliópolis y Tira; y al oeste con los el mar Egeo. La sección Notio limita al norte con los metropolitanatos de Krini (sección Mitrópolis) y Éfeso; al este con el metropolitanato de Heliópolis y Tira; al sur con el metropolitanato de Heliópolis y Tira y el mar Egeo; y al oeste con el metropolitanato de Briula.
Además de Söke, otras localidades del metropolitanato son Didim (llamada Yenihisar hasta 1997), Bağarası y Özdere (la antigua Notio).

## Historia
El Concilio de Nicea I en 325 aprobó la ya existente organización eclesiástica según la cual el obispo de la capital de una provincia romana (el obispo metropolitano) tenía cierta autoridad sobre los otros obispos de la provincia (sufragáneos), utilizando por primera vez en sus cánones 4 y 6 el nombre metropolitano. Quedó así reconocido el metropolitanato de Éfeso en la provincia romana de Asia, siendo Anea una de sus diócesis sufragáneas. El canon 6 reconoció las antiguas costumbres de jurisdicción de los obispos de Alejandría, Roma y Antioquía sobre sus provincias, aunque no mencionó a Éfeso, su metropolitano también encabezaba de la misma manera a los obispos de la diócesis civil de Asia como exarca de Asia. El canon 28 del Concilio de Calcedonia en 451 pasó al patriarca de Constantinopla las prerrogativas del exarca de Asia, por lo que el metropolitanato de Éfeso y sus diócesis sufragáneas pasaron a ser parte del patriarcado.
La diócesis de Anea está documentada en las Notitiae Episcopatuum del patriarcado de Constantinopla hasta el siglo XII.
Según la tradición, atestiguada por el menologio griego, el primer obispo de Anea fue Olbiano, que habría sufrido el martirio en la época del emperador Maximiano (286-305). El primer obispo documentado históricamente es Pablo, quien participó en el Concilio de Nicea I en 325. Muchos de los obispos conocidos de Anea se mencionan en las actas de los concilios ecuménicos del primer milenio cristiano. A estos deben agregarse dos obispos, Gregorio y Teofilacto, conocidos a través de sus sellos episcopales. Un obispo anónimo, atribuido a finales del siglo X, se menciona en la vida de san Nicéforo de Mileto. Los dos últimos obispos conocidos de Anea son Jorge y Atanasio, quienes participaron en los sínodos celebrados en Éfeso en 1167 y 1230 respectivamente.
Circa 1085 Anea fue tomada por los selyúcidas, pero fue retomada por los bizantinos en 1097. Pasó al control genovés en 1261 y en 1298 la ciudad fue conquistada por los turcos selyúcidas y luego por los otomanos en 1390. En 1402 cayó en manos de los mongoles, entregándola Tamerlán al Beylicato de Aydın. El Imperio otomano la recapturó en 1424. Luego de eso Anea quedó desierta y adquirió importancia la ciudad de Sokia (llamada Söke en turco), ubicada a 10 km al este. Ya no hay noticias de la diócesis que fue suprimida en un período no especificado. 
En noviembre de 1806 el patriarcado decidió erigir una nueva diócesis, con el nombre de Krini y Anea, sufragánea de la sede metropolitana de Éfeso. El 9 de mayo de 1883 las dos sedes se separaron en dos diócesis distintas. La nueva diócesis de Anea, con sede en Söke, fue elevada al rango de metrópolis el 21 de febrero de 1917. En mayo de 1919 el área fue ocupada por Italia, que se retiró a principios de abril de 1922 dejándola en manos del ejército que griego, que entró en Söke el 8 de abril de 1922. Después de la derrota del ejército griego en agosto de 1922, todos los griegos que habitaban la región murieron o fueron evacuados cuando llegó el ejército turco. Tras el Tratado de Lausana, para poner fin a la guerra greco-turca, se implementó un intercambio de poblaciones entre Grecia y Turquía en 1923 que condujo a la extinción completa de la presencia cristiana ortodoxa en el territorio del metropolitanato de Anea.

## Cronología de los obispos
- San Olbiano † (siglo III/siglo IV)
- Pablo † (mencionado en 325)
- Modesto † (mencionado en 431)[10]
- Zotico † (mencionado en 451)[11]
- Marcelo † (mencionado en 536)[12]
- Juan † (antes de 680-después de 692)
- Gregorio † (circa siglo VII-siglo VIII)[13]
- Saba † (mencionado en 787)[14]
- José † (mencionado en 869)
- Atanasio † (mencionado en 879)
- Anónimo † (fines del siglo X)
- Teofilacto † (inicios del siglo XI)[15]
- Jorge † (mencionado en 1167)
- Atanasio † (mencionado en 1230)
  - Sede suprimida
- Constantino † (9 de mayo de 1883-2 de noviembre de 1902 renunció)
- Antimo Kimonios † (2 de noviembre de 1902-1917 falleció)
- Alejandro Dilanas † (21 de febrero de 1917-19 de febrero de 1922 elegido metropolitano de Pérgamo y Adramitio)
- Tomás Savvopoulos † (26 de febrero de 1922-2 de abril de 1927 elegido metropolitano de las Islas de los Príncipes)
  - Sede vacante (1927-1972)
- Nicolás Koutroumpis † (15 de febrero de 1972-15 de octubre de 1972 falleció)
- Poliyecto Finfinis † (30 de abril de 1974-2 de febrero de 1988 falleció)
  - Sede vacante (1988-1997)
- Metodio Tournas (24 de noviembre de 1997-20 de diciembre de 2002 elegido metropolitano de Boston)
  - Sede vacante desde 2002